# Vérvörös tűzeső
A vérvörös tűzeső (Heuchera sanguinea) a kőtörőfűfélék családjába tartozó évelő virágos növény, amely a Heuchera nemzetségbe tartozó bokros termetű, felálló szárú virág. Talajtakarónak és vágott virágnak is használják. Sziklakertekbe, évelők közé, vagy szegélynövénynek ültetik. A tűzesők összes faja Észak-Amerikában őshonos.

## Előfordulása
Ez a növényfaj Mexikó északi felének legnagyobb részén, valamint az Amerikai Egyesült Államokbeli Arizonában és Új-Mexikóban őshonos.

## Megjelenése

### Virágzata
Az április végétől egészen júliusig virágzó növénynek virágai közvetlenül az ég felé törő hosszú szárakon ülnek, magasságuk eléri a 20-50 centimétert is. Vöröses csészelevelei azonos színűek a sziromleveleivel, melyek öt szirommá bomlanak. Fürtvirágzata apró, egy centimétert el nem érő virágokból tevődik össze.

### Levélzete
A vérvörös tűzeső borostyánszerű levelei egyszerű levelek, melyek a növény tövét alkotó rizómákból ágaznak ki a földfelszín közelében. Átmérőjük nem haladja meg az öt centimétert.

### Gyökerei
A növény tápanyagait rizómáiban, föld alatti gumóiban tárolja. Gyökérzete bojtos gyökerekből áll.

## Galéria

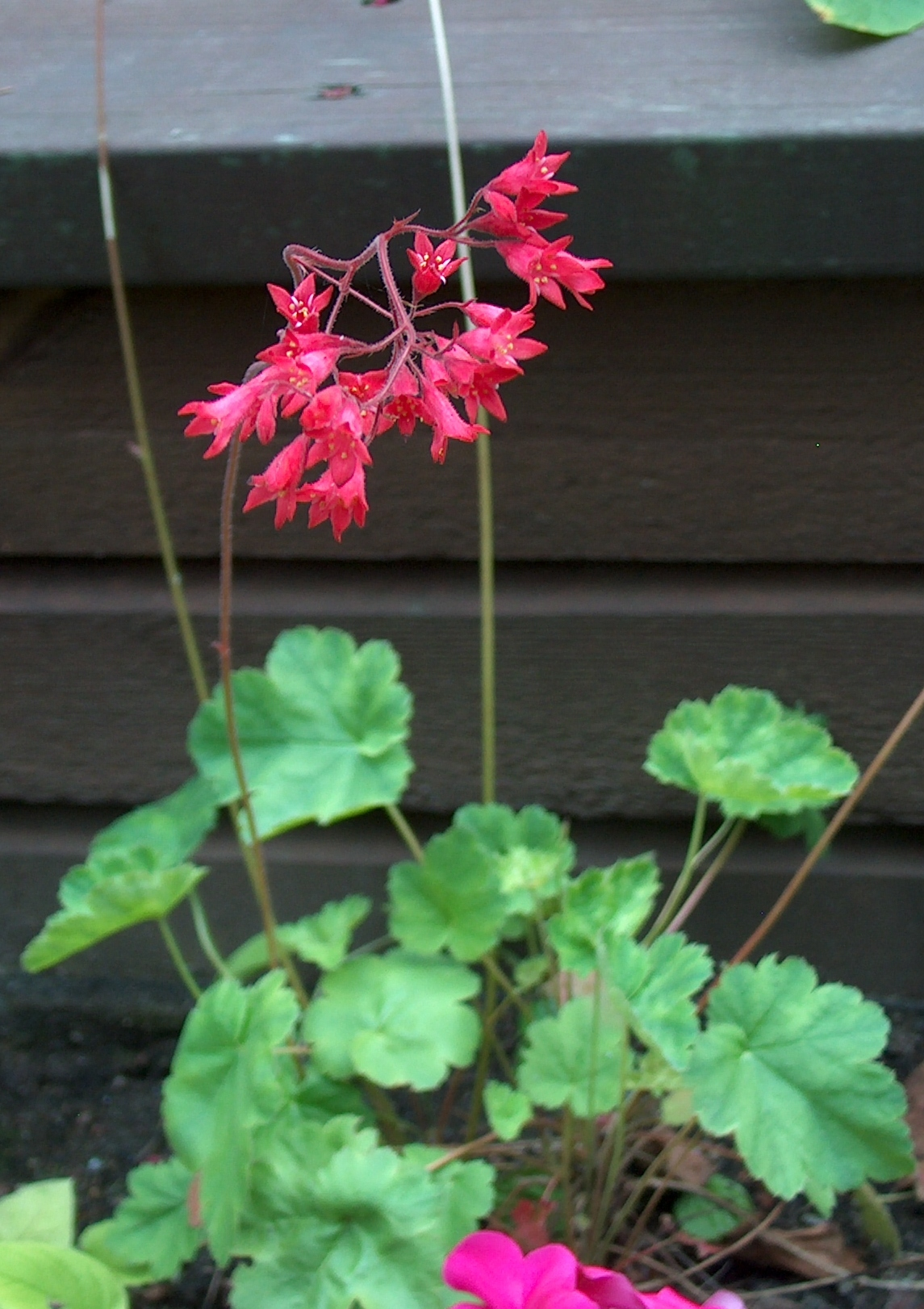
Heuchera sanguinea
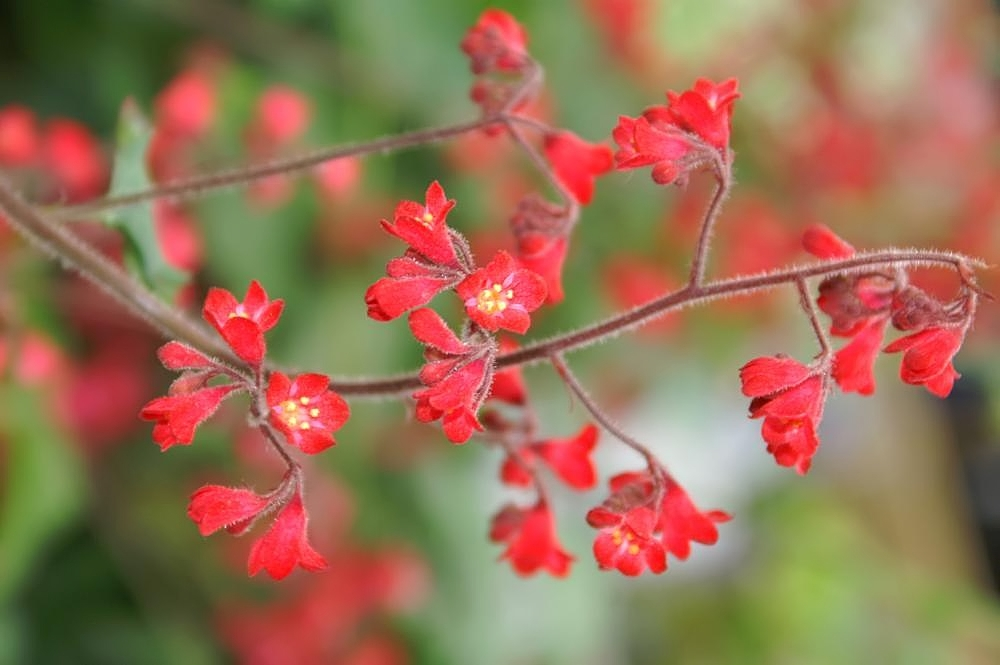
Heuchera sanguinea Ruby Bells
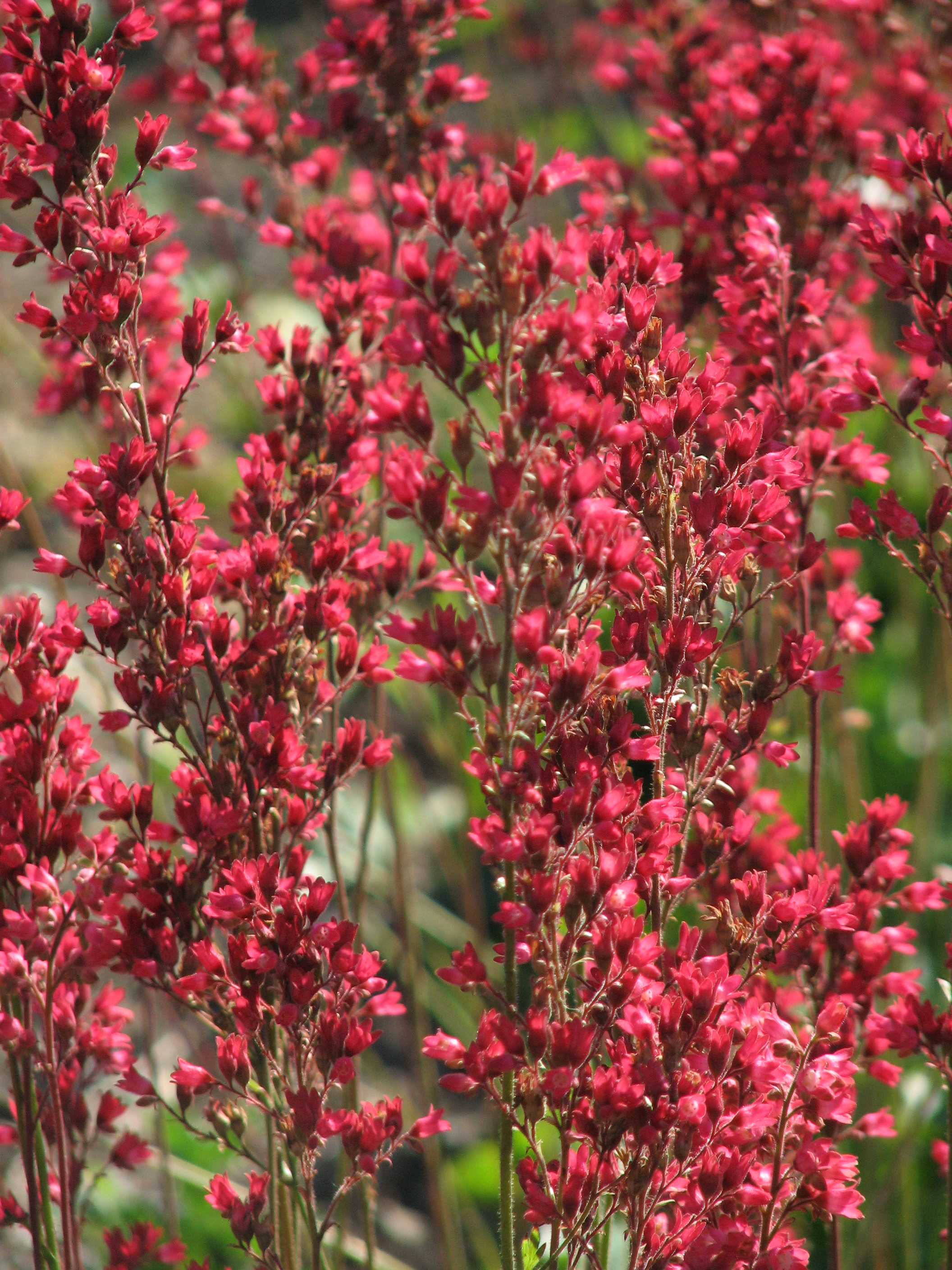
Heuchera sanguinea 'Rocket'
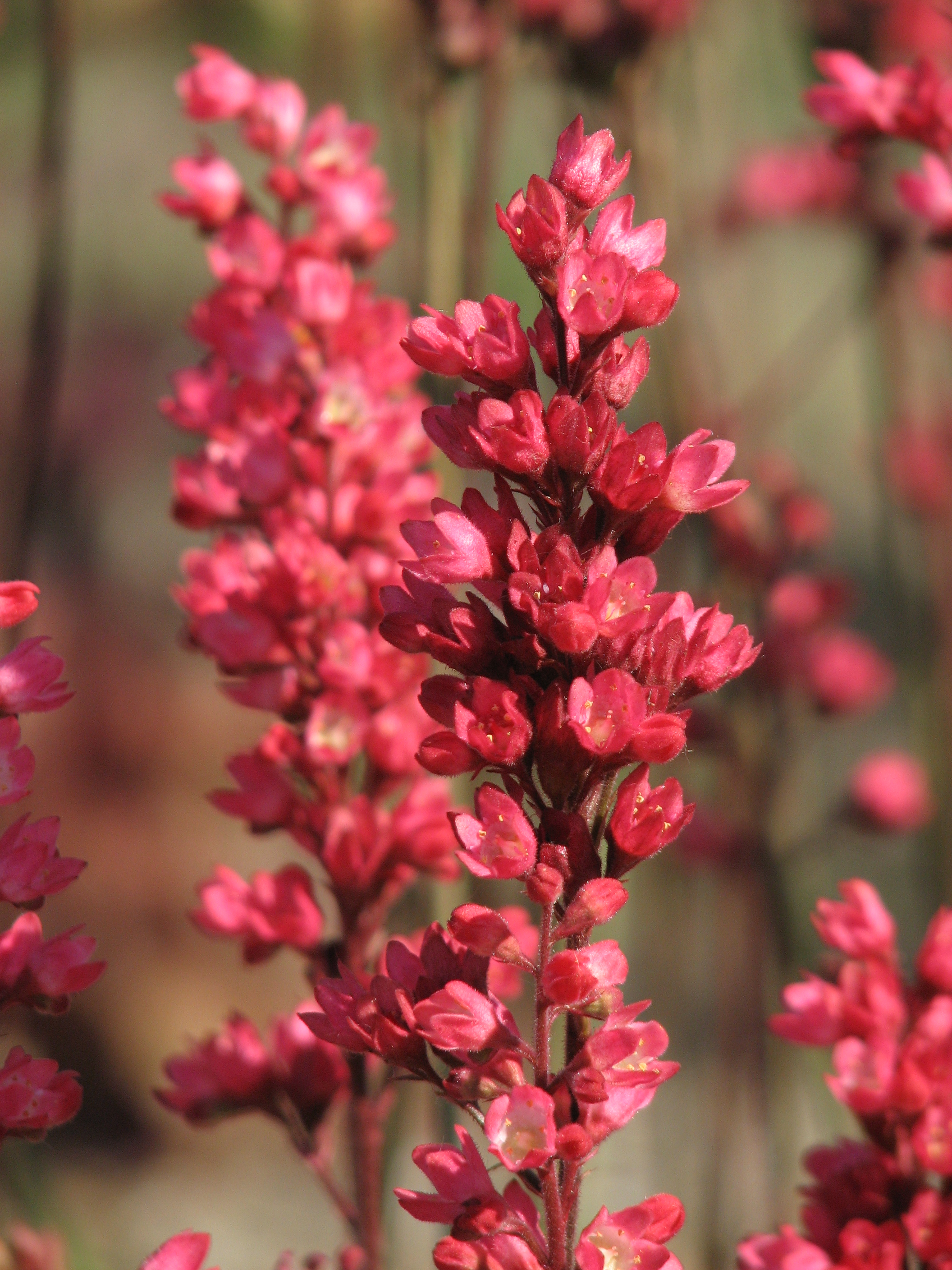
Heuchera sanguinea 'Kale Beauty'
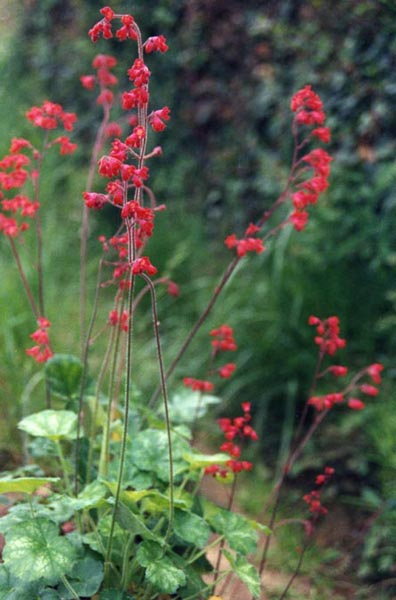
Heuchera sanguinea 'Firefly'